# Auchel
Auchel ist eine französische Stadt  mit 10.124 Einwohnern (Stand 1. Januar 2022) im Département Pas-de-Calais in der Region Hauts-de-France. Sie gehört zum Kanton Auchel im Arrondissement Béthune und zum Gemeindeverband Béthune-Bruay, Artois-Lys Romane.

## Lage
Die Stadt Auchel liegt im Osten des Artois im Nordfranzösischen Kohlerevier, zehn Kilometer westsüdwestlich von Béthune. Die Autoroute A26 von Calais nach Arras verläuft nördlich von Auchel in fünf Kilometern Entfernung.

## Geschichte
Im Jahr 1851 wurden in Auchel Kohlevorkommen entdeckt, deren Ausbeutung mit einem raschen Anwachsen der Bevölkerung verbunden waren. 1950 hatte die Stadt etwa 15.000 Einwohner. Nach dem Rückgang der Kohleförderung in den 1960er Jahren sank die Bevölkerungszahl wieder, trotz der Bemühungen, in der Stadt einen wirtschaftlichen Ausgleich für die weggefallenen Arbeitsplätze zu schaffen.

## Bevölkerungsentwicklung
| Jahr                       | 1962   | 1968   | 1975   | 1982   | 1990   | 1999   | 2011   | 2022   |
| -------------------------- | ------ | ------ | ------ | ------ | ------ | ------ | ------ | ------ |
| Einwohner                  | 14.412 | 14.091 | 13.329 | 12.535 | 11.813 | 11.392 | 10.993 | 10.124 |
| Quellen: Cassini und INSEE |        |        |        |        |        |        |        |        |

## Sehenswürdigkeiten
In Auchel gibt es ein Bergbaumuseum und ein 2002 gegründetes Brieftaubenmuseum, das sich mit dem Hobby vieler ehemaliger Bergleute beschäftigt. Die Kirche Saint-Martin stammt aus dem 15. Jahrhundert. Das Rathaus befindet sich in einem Gebäude aus dem 16. Jahrhundert, das zuvor das Verwaltungsgebäude eines Mädchenpensionats war.
Im Osten der Stadt fällt ein fast 100 m hoher Kegel einer inzwischen überwachsenen Abraumhalde auf, der wie zahlreiche Bergarbeiterhäuser an die Zeit der Steinkohleförderung erinnert.

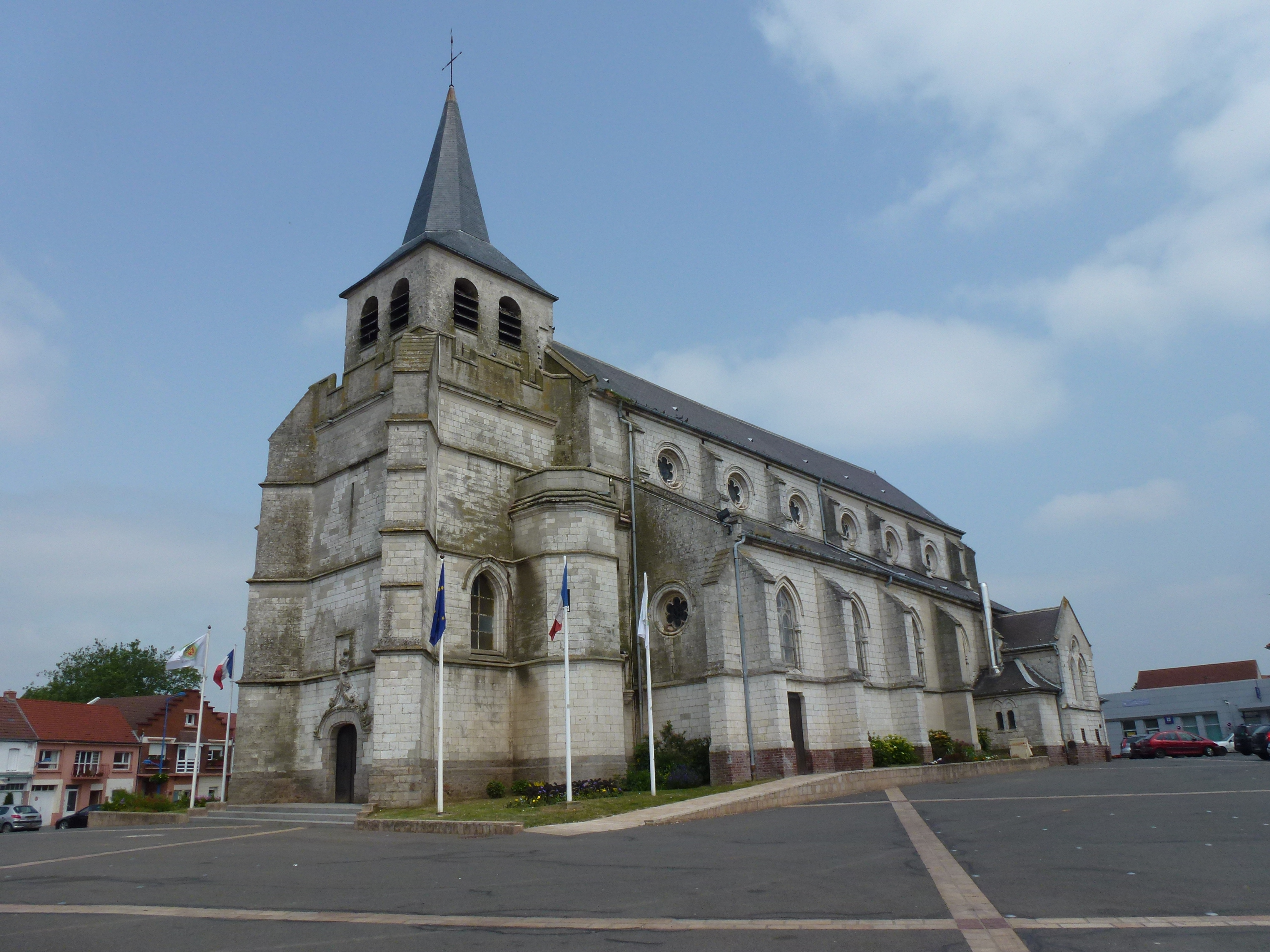
Kirche Saint-Martin
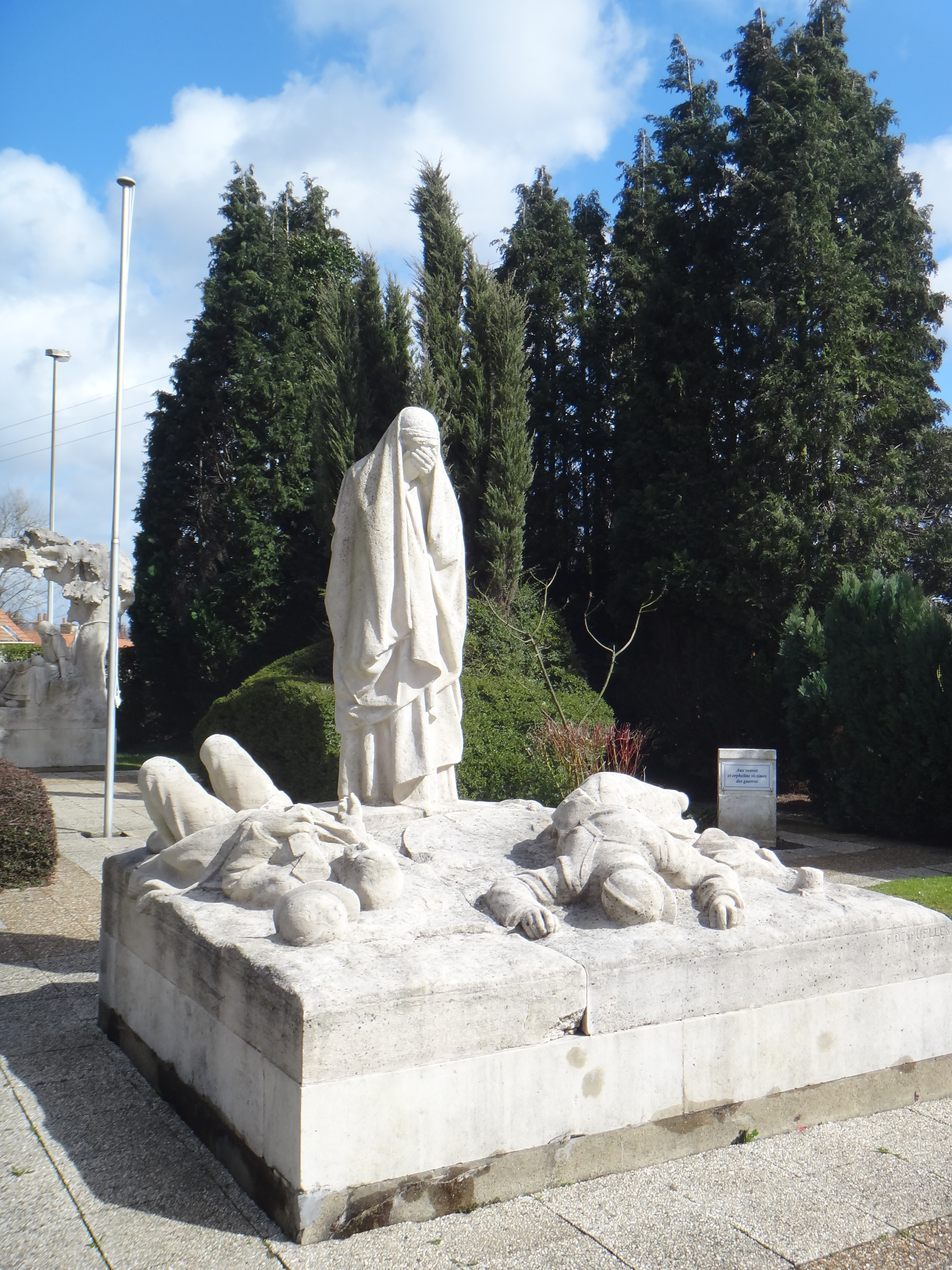
Gefallenendenkmal
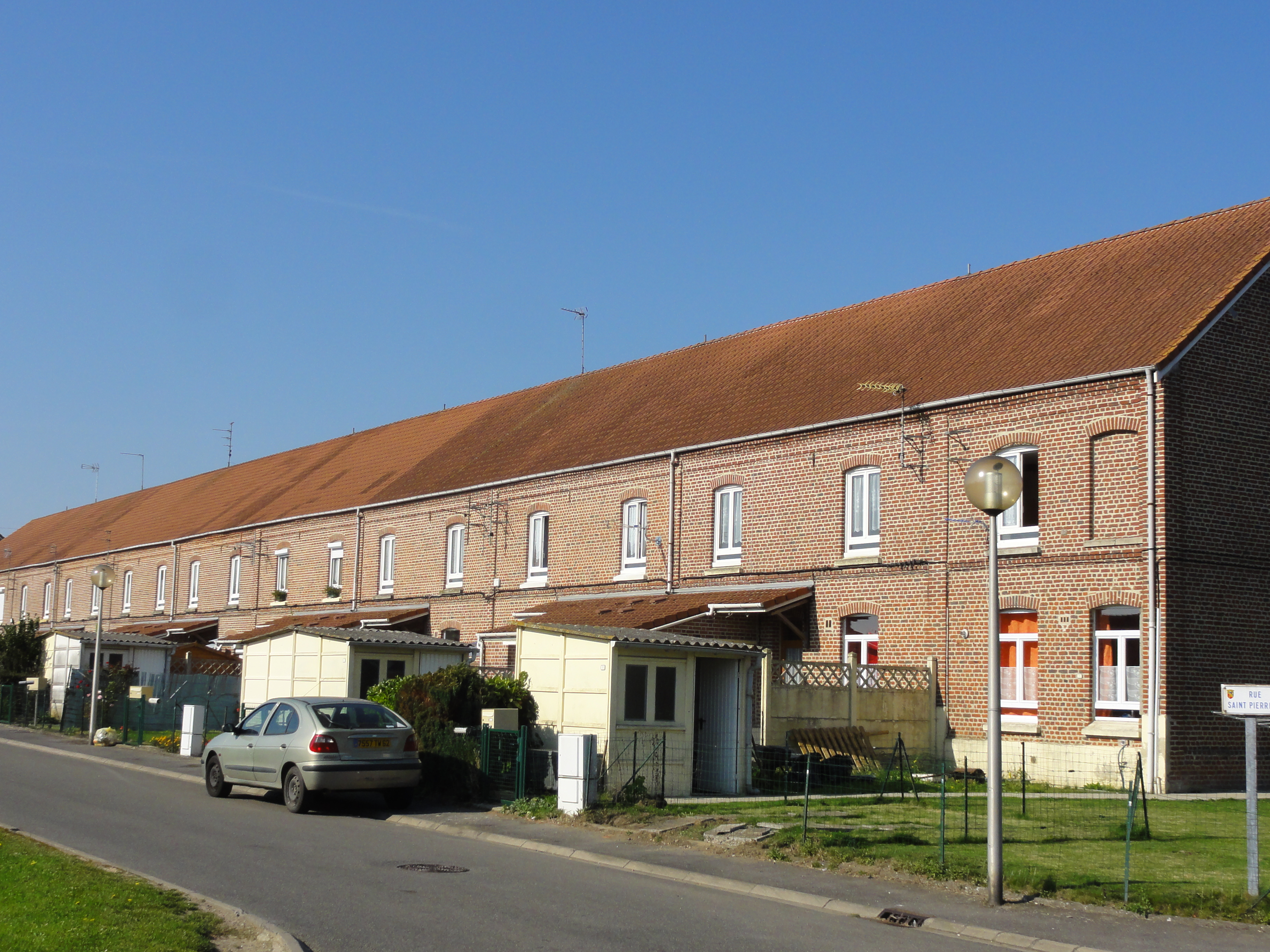
Bergarbeiterhaus der „Cité de la fosse n° 1“
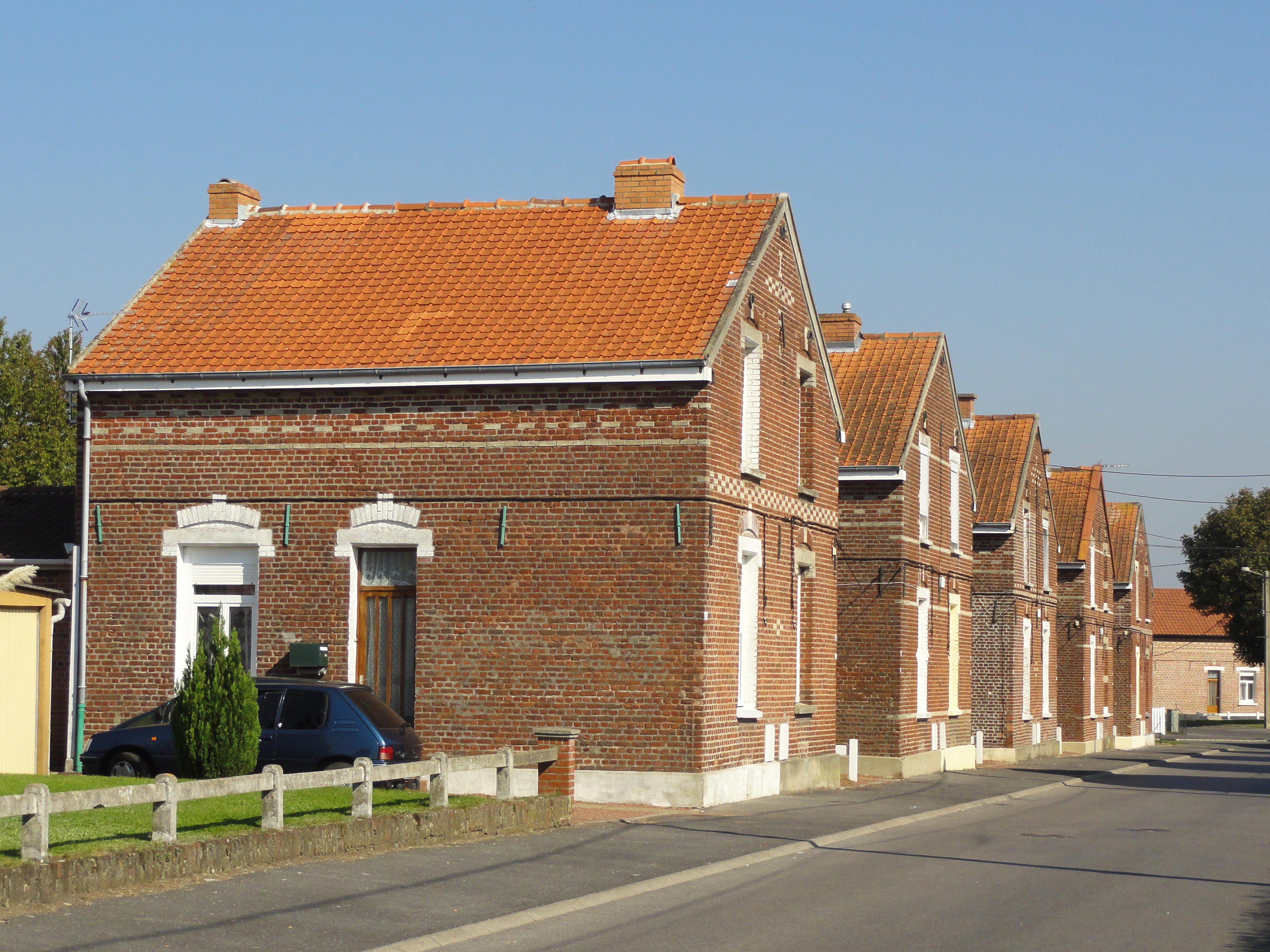
Bergarbeiterhäuser der „Cité de la fosse n° 2“
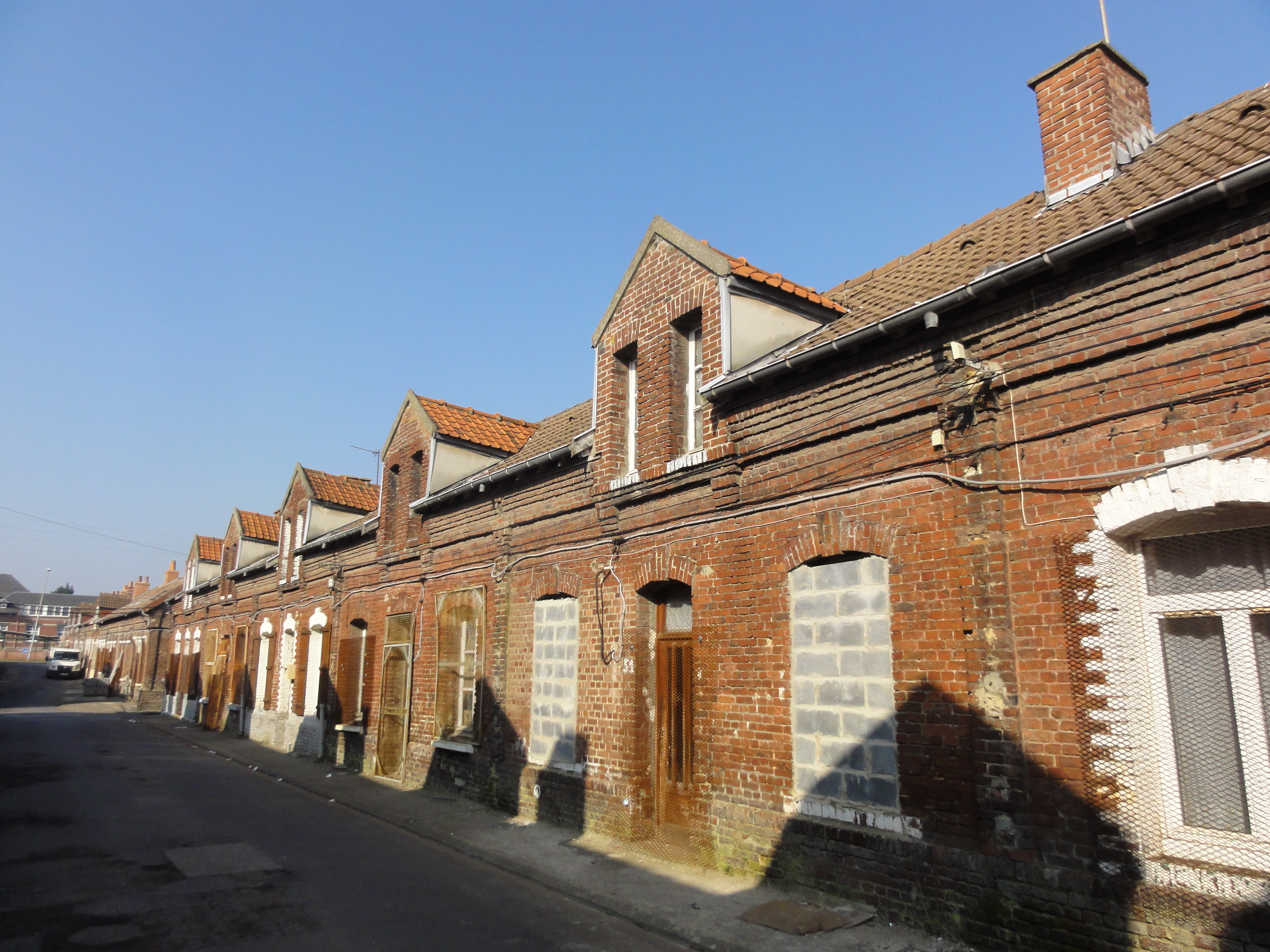
Bergarbeiterhäuser der „Cité de la fosse n° 3“
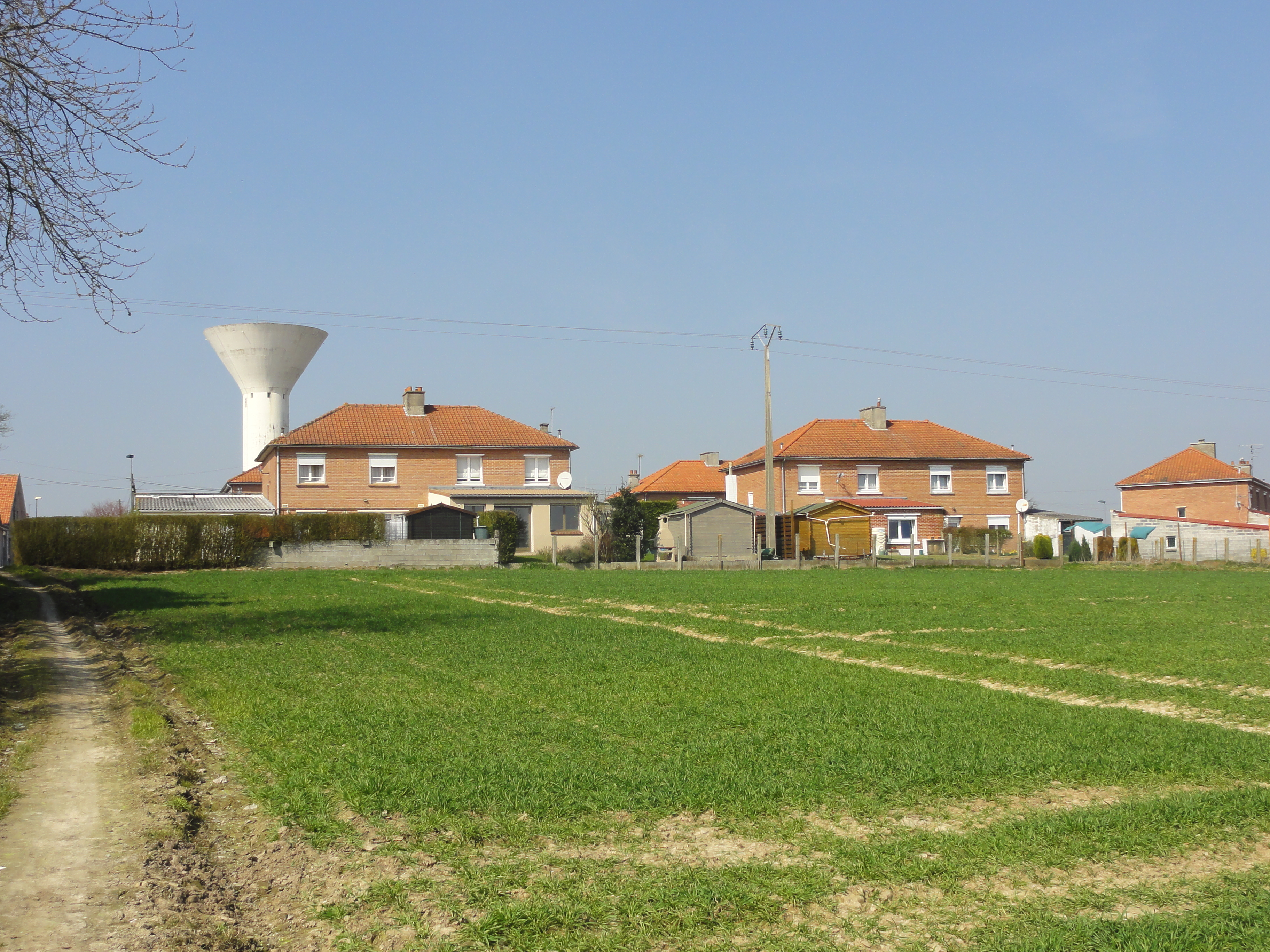
Wasserturm und Bergarbeiterhäuser der „Cité de la fosse n° 4“
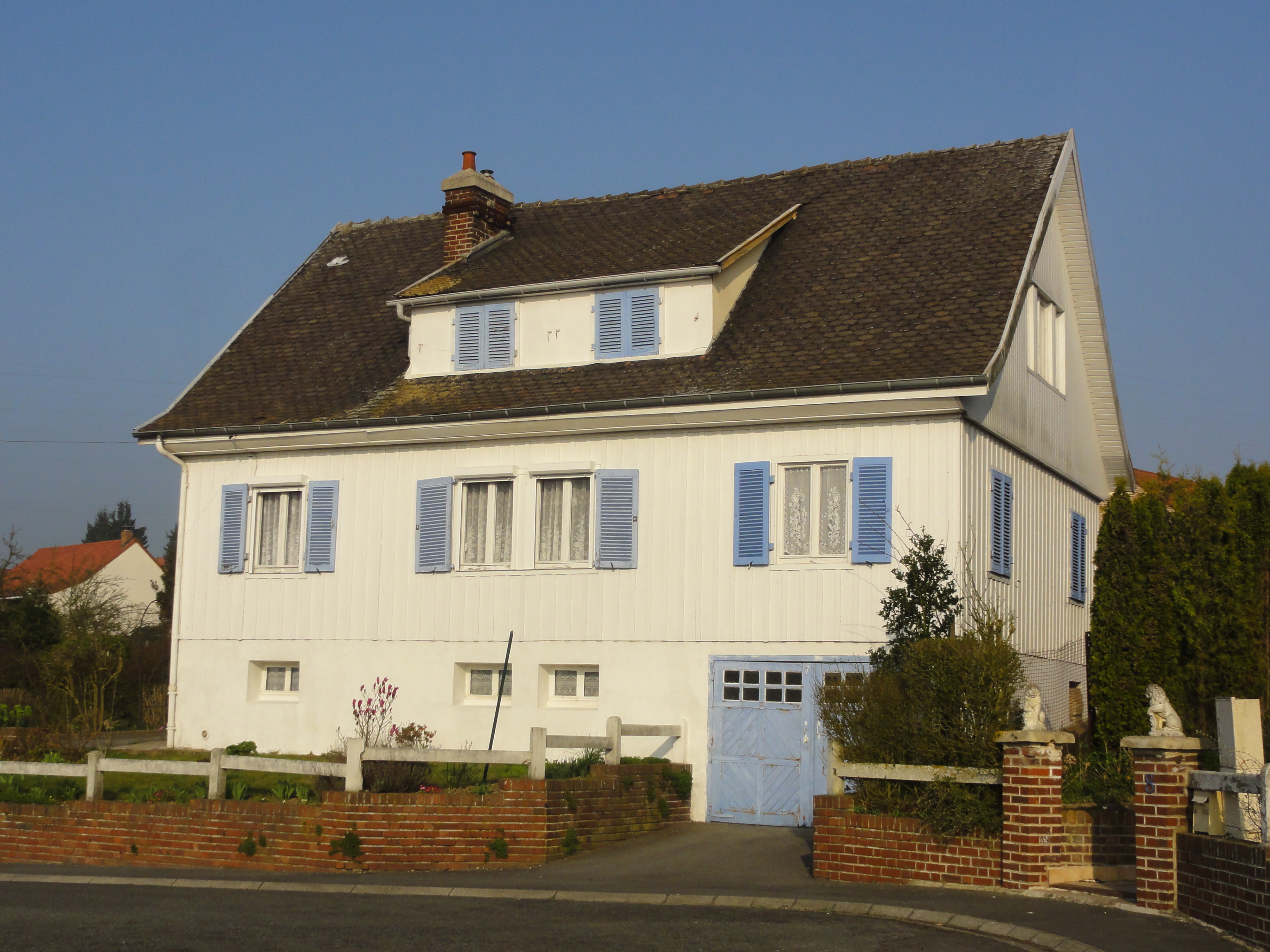
Bergarbeiterhaus der „Cité de la fosse n° 5“
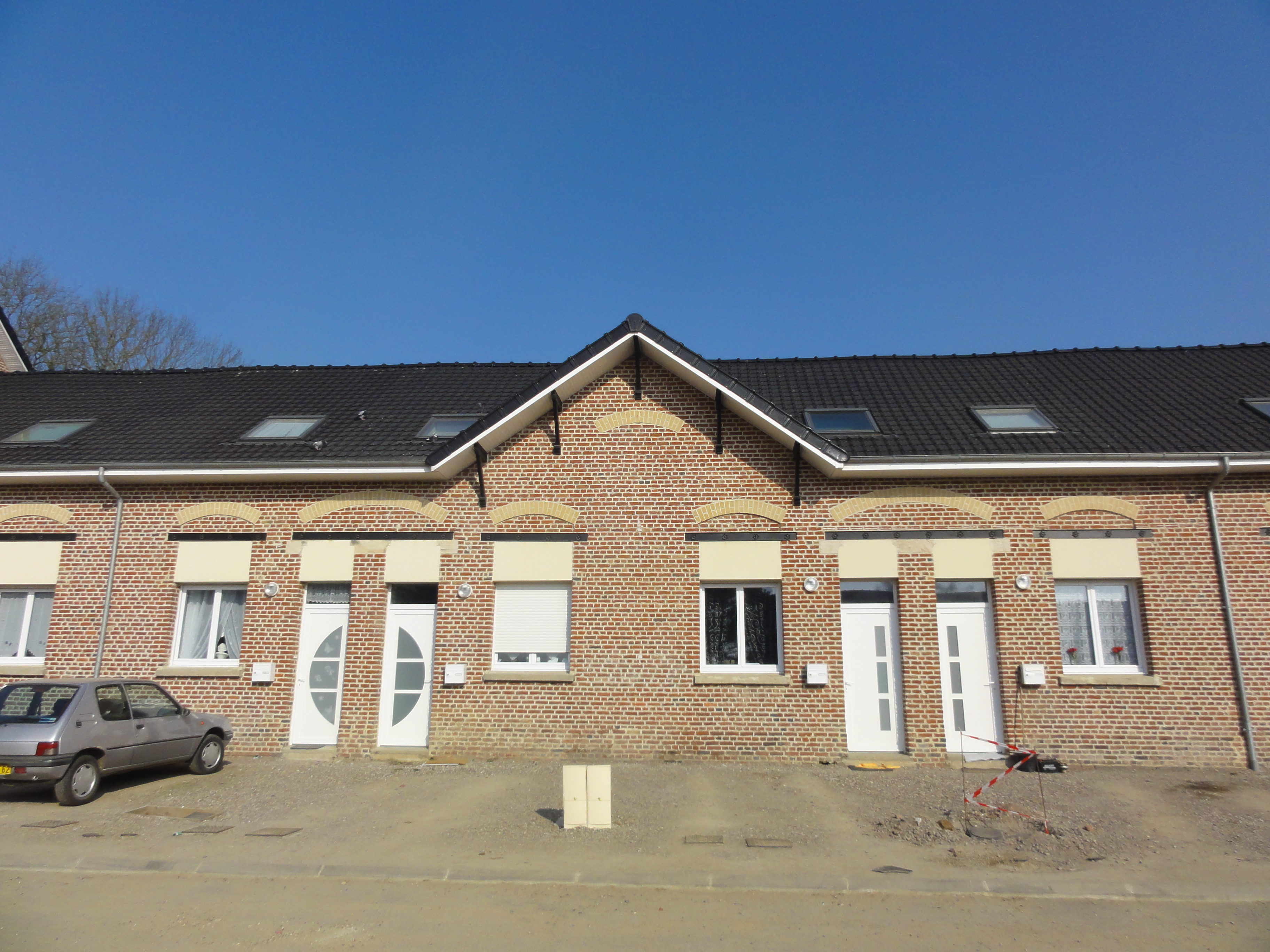
Eine der Schulen der Bergarbeiterviertel

## Partnerstädte
Von 1966 bis 1974 war Auchel Partnerstadt der ehemaligen Stadt Letmathe im Sauerland und ist seit 1975, nach dem Zusammenschluss der Städte Letmathe und Iserlohn zu einer neuen Stadt Iserlohn, Partnerstadt von Iserlohn. Auchel ist auch Partnerstadt der englischen Stadt West Malling, die in der Grafschaft Kent liegt. Schließlich besteht seit 2003 eine Partnerschaft mit der ungarischen Stadt Túrkeve.

## Persönlichkeiten
Auchel ist Geburtsstadt von
- Xavier Beauvois (* 1967), Schauspieler, Regisseurs und Drehbuchautor
- Simon Denissel (* 1990), Mittel- und Langstreckenläufer
- Pierre Laigle (* 1970), Fußballspieler
- Fred Personne (1932–2014), Schauspieler